# 鬼伏村
鬼伏村（おにぶしむら）は、かつて新潟県西頸城郡にあった村。

## 地理
北側は日本海に面する。

## 沿革
- 1889年（明治22年）4月1日 - 町村制の施行により、西頸城郡鬼伏村の区域をもって、西頸城郡鬼伏村が発足する。
- 1901年（明治34年）11月1日 - 西頸城郡浦本村に編入する。旧鬼伏村の区域は飛地となる。
- 1942年（昭和17年）4月1日 - 西頸城郡浦本村の区域の内、旧鬼伏村の区域にあたる大字鬼伏の区域を西頸城郡木浦村に編入する。